# Józef Gawlik (podpułkownik)
Józef Gawlik (ur. 11 listopada 1895 w Zakościelu, zm. wiosną 1940 w Katyniu) – podpułkownik piechoty Wojska Polskiego, kawaler Orderu Virtuti Militari, ofiara zbrodni katyńskiej.

## Życiorys
Syn Stanisława i Rozalii z domu Orfin. Uczęszczał do gimnazjum w Krakowie i Przemyślu. Przed 1914 podjął studia. 
Po wybuchu I wojny światowej, 6 sierpnia 1914 wstąpił do Legionów Polskich. Przeszedł szlak bojowy w szeregach 5 pułku piechoty w składzie I Brygady na stanowisku dowódcy plutonu. Został ranny w bitwie pod Urzędowem w lipcu 1915. W Legionach nosił pseudonim „Model”. Po kryzysie przysięgowym z 1917 został wcielony do c. i k. armii. W 1918 na froncie włoskim trafił do niewoli. Stamtąd przeszedł do Armii Polskiej we Francji gen. Józefa Hallera, wraz z którą powrócił do Polski. 
Zweryfikowany do stopnia podporucznika, po wstąpieniu do Wojska Polskiego został przydzielony do 144 pułku piechoty, następnie do 13 pułku piechoty. W jego szeregach brał udział w wojnie polsko-bolszewickiej, za co otrzymał Order Virtuti Militari. W jej trakcie pełnił funkcję dowódcy oddziału karabinów maszynowych. Po wojnie służył w 71 pułku piechoty, będącym kontynuatorem 144 pułku piechoty. Został awansowany do stopnia kapitana ze starszeństwem z 1923. Pracował na stanowisku dowódcy szkoły podoficerskiej Dowództwa Okręgu Korpusu nr I w Warszawie. Od 1924 był oficerem Korpusu Ochrony Pogranicza. Został awansowany do stopnia majora ze starszeństwem z dniem 1 stycznia 1928. 31 marca 1930 roku został przeniesiony z KOP do 6 pułku strzelców podhalańskich na stanowisko dowódcy batalionu. We wrześniu 1933 roku został wyznaczony na stanowisko dowódcy II batalionu detaszowanego w Drohobyczu. Został awansowany do stopnia podpułkownika. Od 11 sierpnia 1939 był I zastępcą dowódcy 23 pułku piechoty im. płk. Leopolda Lisa-Kuli.
W czasie kampanii wrześniowej  mobilizacyjny dowódca Ośrodka Zapasowego 27 Dywizji Piechoty we Włodzimierzu Wołyńskim. Po agresji ZSRR na Polskę wzięty do niewoli sowieckiej i przewieziony do obozu w Kozielsku. Wiosną 1940 został przetransportowany do Katynia i rozstrzelany przez funkcjonariuszy Obwodowego Zarządu NKWD w Smoleńsku oraz pracowników NKWD przybyłych z Moskwy na mocy decyzji Biura Politycznego KC WKP(b) z 5 marca 1940. Został pochowany na terenie obecnego Polskiego Cmentarza Wojennego w Katyniu, gdzie w 1943 jego ciało zidentyfikowano podczas ekshumacji prowadzonych przez Niemców pod numerem 995. Przy zwłokach Józefa Gawlika zostały odnalezione: legitymacja oficerska, notatnik, listy, wizytówka, krzyż Orderu Virtuti Militari z legitymacją i pamiątkowa odznaka Józefa Piłsudskiego. 
Był żonaty z Miladą z domu Szabuniewicz (ur. 1905), z którą miał córkę Miladę i syna Andrzeja. Jego żona uczestniczyła w powstaniu warszawskim. Po wielu staraniach, przed 1989 odwiedziła masowe groby polskich oficerów w Katyniu.

## Ordery i odznaczenia
- Krzyż Srebrny Orderu Virtuti Militari nr 1969 (za czyny w wojnie z bolszewikami 1920)
- Krzyż Niepodległości (13 kwietnia 1931)[6]
- Krzyż Walecznych (dwukrotnie: po raz pierwszy w 1921)[7]
- Srebrny Krzyż Zasługi (29 października 1926)[8]
- Odznaka za Rany i Kontuzje[9]

## Upamiętnienie
Józef Gawlik został symbolicznie upamiętniony na grobowcu rodzinnym na Cmentarzu Rakowickim w Krakowie.
5 października 2007 roku Minister Obrony Narodowej Aleksander Szczygło awansował go pośmiertnie do stopnia pułkownika. Awans został ogłoszony 9 listopada 2007 roku w Warszawie, w trakcie uroczystości „Katyń Pamiętamy – Uczcijmy Pamięć Bohaterów”.